# 포미치나

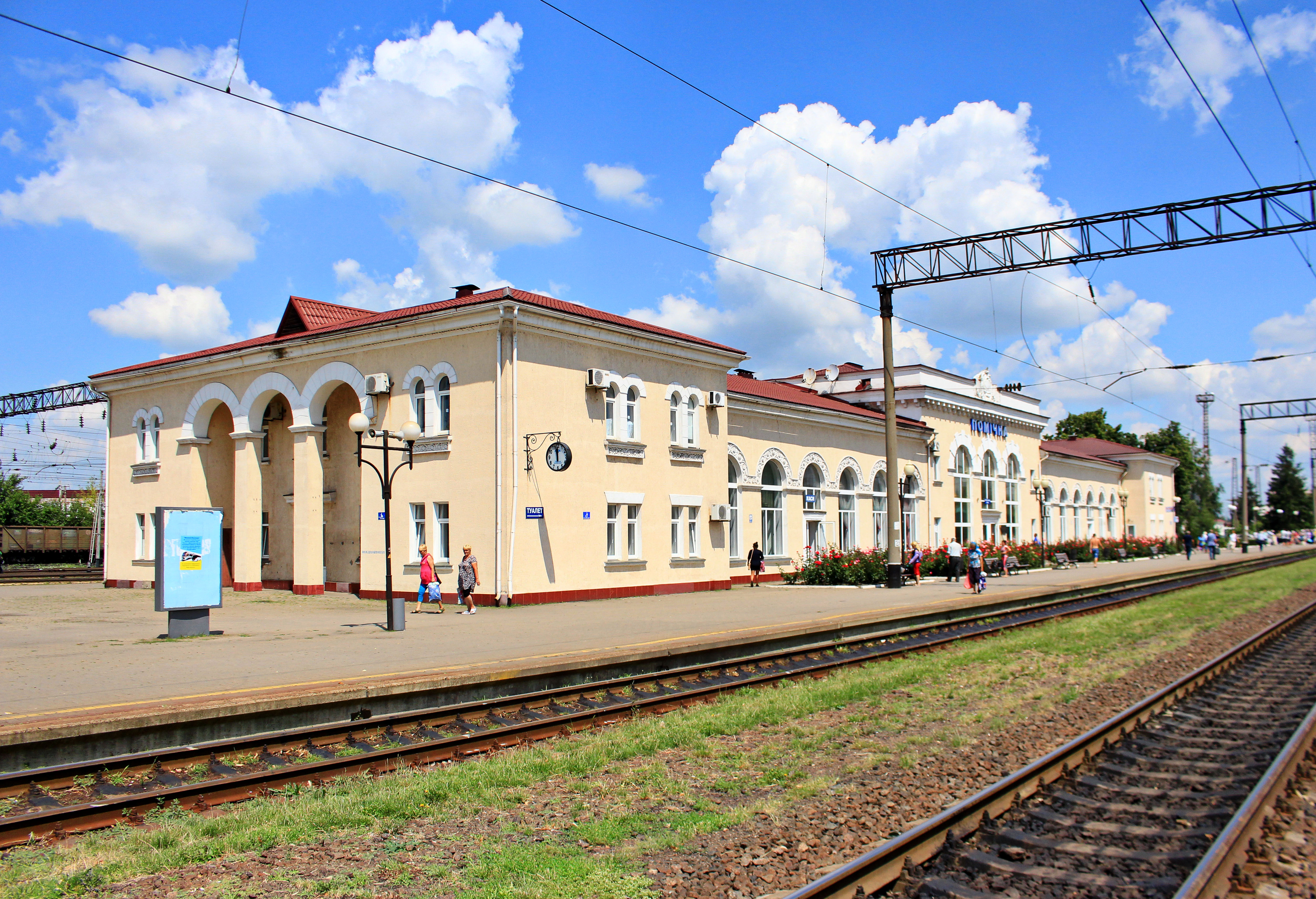
기차역

포미치나(우크라이나어: Помічна)는 우크라이나 중부에 위치한 키로보흐라드주의 도시이다.

## 역사
도시가 건립되기 전, 15~18세기 현재 포미치나에 해당하는 지역은 우크라이나 코자크의 영토였다. 이 도시는 1868년에 기차역으로 설립되었다. 1916년 기준 인구는 375명이었다.. 1967년 5월 14일에 도시 지위를 받았다.
1989년에는 12,322명이 이곳에 살았고, 2013년에는 9,210명, 2021년에는 8,750명이 거주했다.

## 갤러리

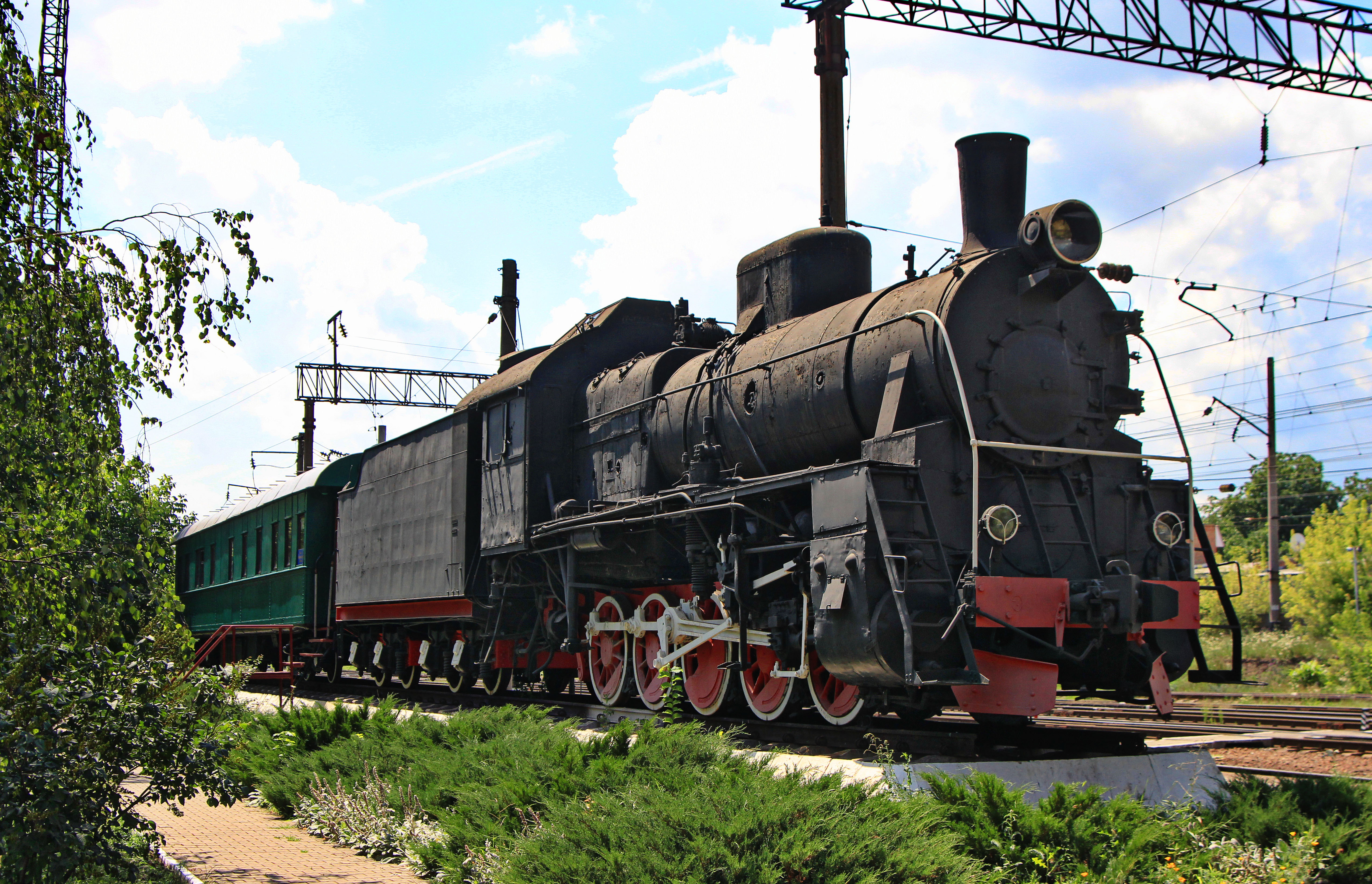
역 박물관의 오래된 기관차
오래된 급수탑
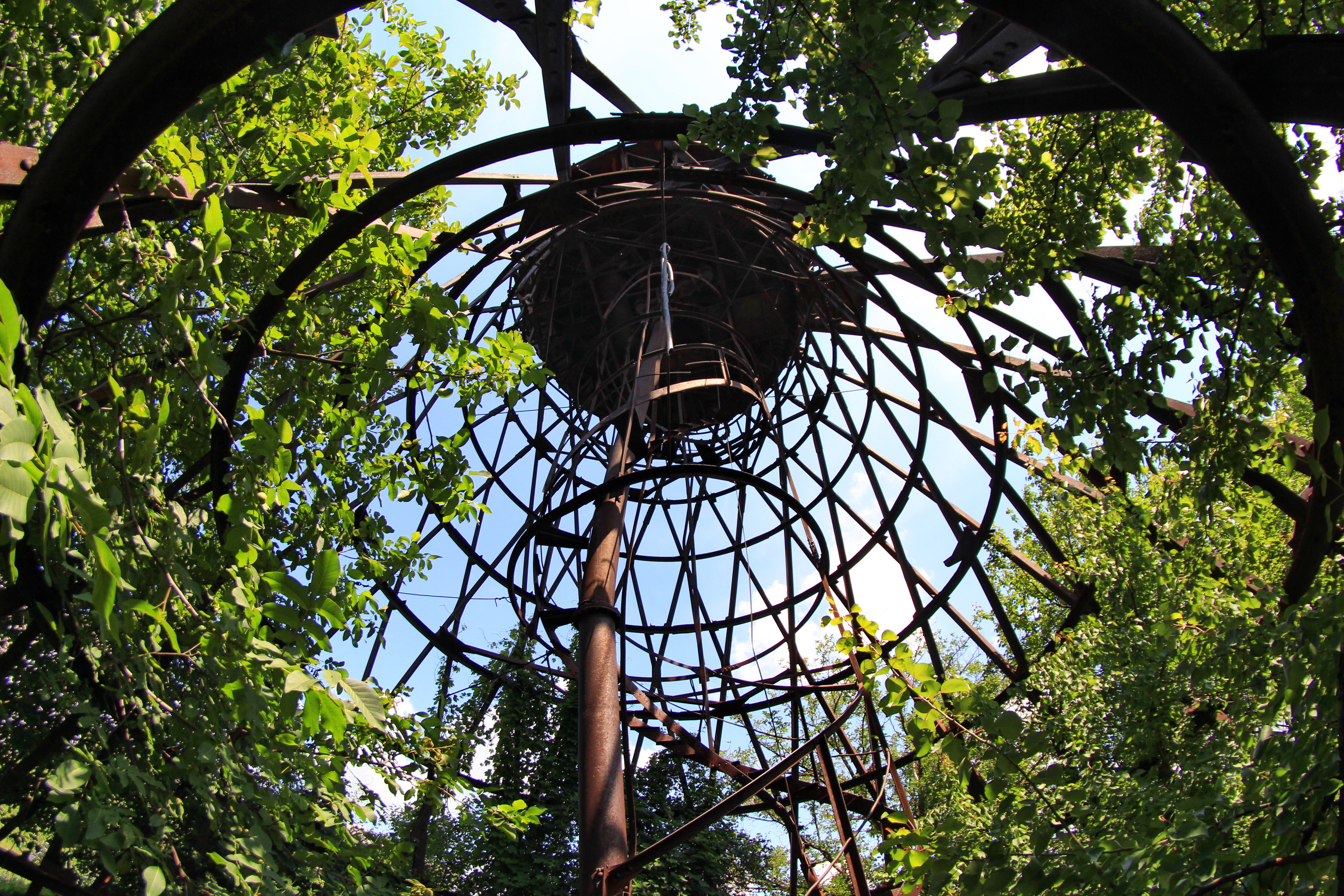
타워 건설